# Медаль «За возвращение Крыма»
Медаль «За возвращение Крыма» — ведомственная награда Министерства обороны Российской Федерации. Учреждена 21 марта 2014 года приказом министра обороны Российской Федерации № 160 «Об учреждении медали Министерства обороны Российской Федерации „За возвращение Крыма“».

## Описание медали
Медаль изготавливается из металла серебристого цвета (нейзильбер) в форме круга диаметром 32 мм и имеет выпуклый бортик с обеих сторон. В центре лицевой стороны медали — рельефное изображение контура Крымского полуострова, обрамлённого в нижней части лавровыми ветвями, в месте скрещения которых — пятилучевая звезда.
Реверс награды: на оборотной стороне медали в верхней части рельефное изображение эмблемы Министерства обороны Российской Федерации, под которой — рельефная надпись в три строки: «ЗА ВОЗВРАЩЕНИЕ / КРЫМА / 20.02.14 — 18.03.14»; по кругу — рельефная надпись: в верхней части — «МИНИСТЕРСТВО ОБОРОНЫ», в нижней части — «РОССИЙСКОЙ ФЕДЕРАЦИИ».
Медаль при помощи ушка и кольца соединяется с пятиугольной колодочкой, обтянутой шёлковой муаровой лентой шириной 24 мм, С правого края ленты расположена оранжевая полоса шириной 10 мм, окаймлённая справа чёрной полосой шириной 2 мм, левее — белая полоса, окаймлённая справа синей и слева красной полосами шириной 2 мм каждая.

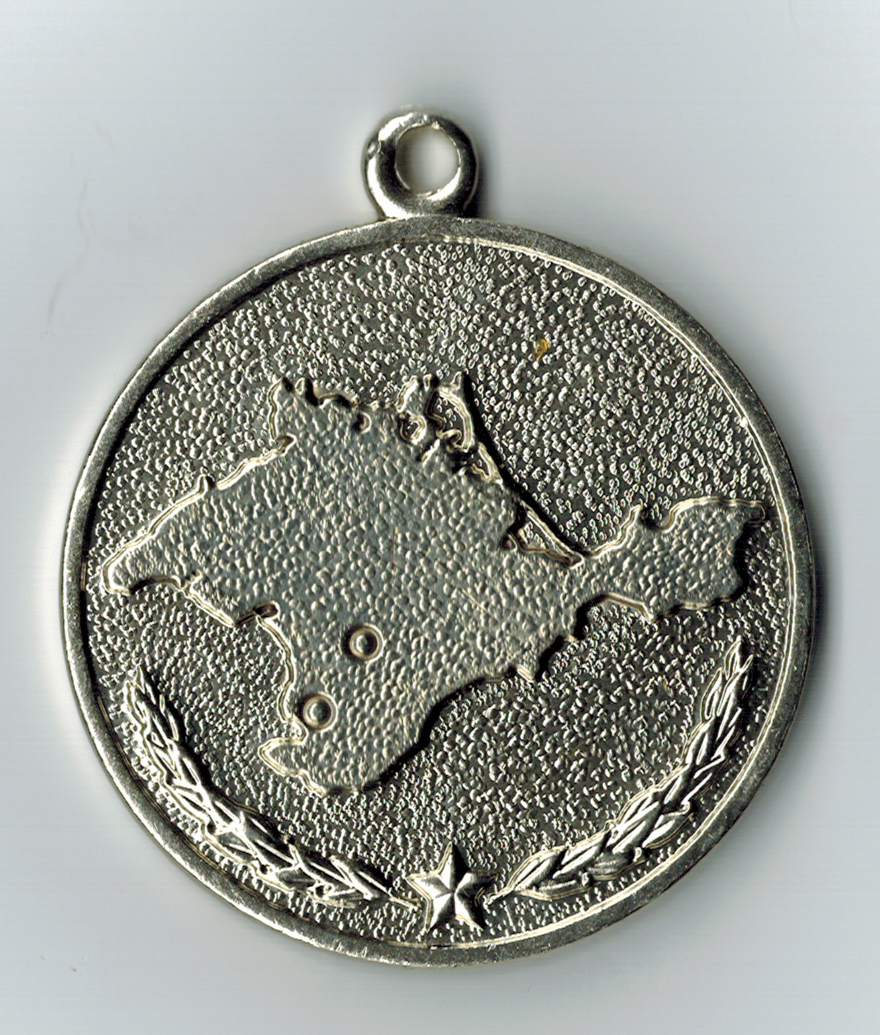
Аверс медали
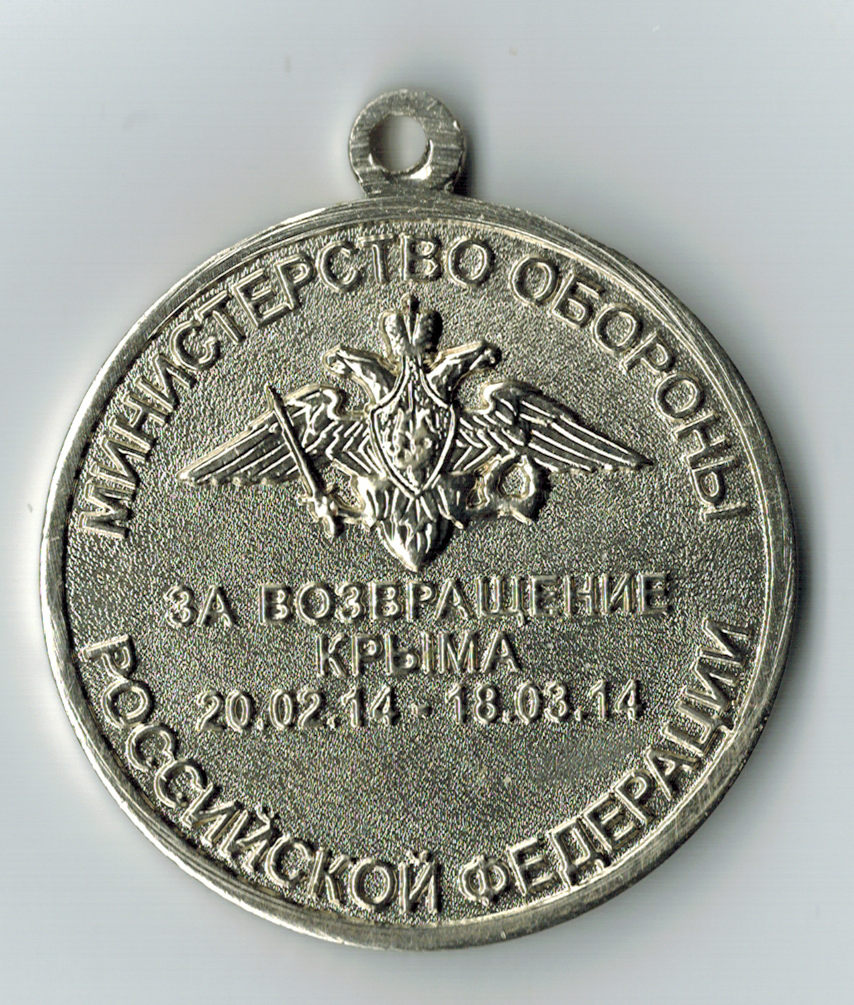
Реверс медали
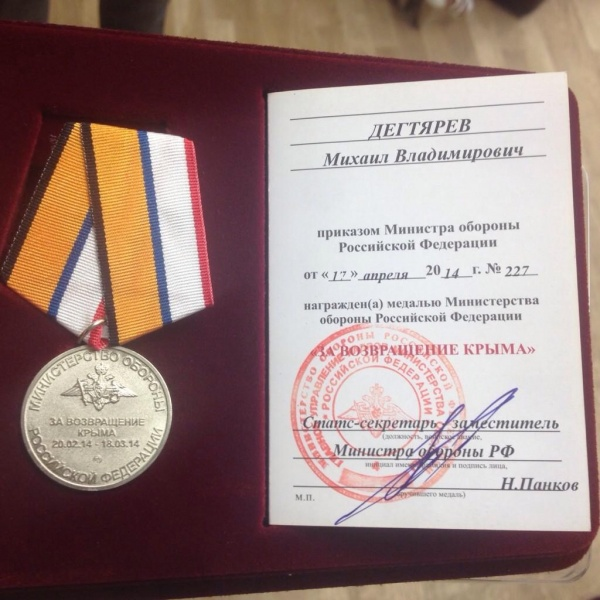
Медаль М. В. Дегтярёва с удостоверением

## История

### Учреждение
Медаль «За возвращение Крыма» была учреждена 21 марта 2014 года приказом министра обороны Российской Федерации № 160 «Об учреждении медали Министерства обороны Российской Федерации „За возвращение Крыма“», вскоре после формальной аннексии Крыма Российской Федерацией.
Прототипом внешнего вида медали послужил опытный образец советской медали «За освобождение Крыма», который был создан в 1944 году; но тогда этот проект не был реализован.
На предприятии ООО «Русская лента» был выполнен срочный заказ от Минобороны на изготовление медальной ленты «За возвращение Крыма».

### Награждения
Первые медали были вручены 24 марта 2014 года. Награды из рук министра обороны России Сергея Шойгу получили ряд бывших сотрудников украинского спецподразделения «Беркут», российских морских пехотинцев в частности военнослужащие 336 бригады морской пехоты БФ, 61 бригады морской пехоты СФ и 810 бригады морской пехоты ЧФ, офицеров командования Черноморским флотом ВМФ России и глава правительства Республики Крым Сергей Аксёнов.
Награждения медалью прошли также среди военнослужащих Вооружённых Сил Российской Федерации, в том числе среди солдат и офицеров Центрального и Южного военных округов. Факт существования награды подтвердил сотрудник пресс-службы ЦВО Ярослав Рощупкин, отметивший, что «действительно, ряд военнослужащих награждён этими медалями». По его словам, «военнослужащие не находились в Крыму», а «помогали, осуществляя на территории России связь, транспортное обеспечение и прочее».
На параде на Красной площади 9 мая 2014 года с медалью «За возвращение Крыма» появился сам Сергей Шойгу.
21 ноября 2014 года из рук исполняющего обязанности главы города Керчи С. Н. Писарева медаль получили 15 местных жителей — бойцов сил самообороны Крыма.
12 декабря 2014 года губернатор Ростовской области Василий Голубев вручил медаль «За возвращение Крыма» главе администрации Ростова-на-Дону Сергею Горбаню и ещё 12 жителям Дона.
7 мая 2015 года медаль была вручена губернатору Ставропольского края Владимиру Владимирову и 147 казакам Ставрополья (в составе Терского войскового казачьего общества), в том числе 36 из них в торжественной обстановке «за отличия, проявленные при обеспечении безопасности мероприятий, связанных с защитой прав и жизни граждан Республики Крым и проведением референдума».
Медалью были награждены некоторые российские общественные и политические деятели, в том числе член Совета Федерации России от Рязанской области Игорь Морозов, мэр Новосибирска Анатолий Локоть, ведущий политического ток-шоу «Право голоса» на канале ТВ Центр Роман Бабаян, депутат Государственной думы VI созыва от партии «Справедливая Россия», главный редактор сети информационных порталов «Блокнот» Олег Пахолков, шесть депутатов Государственной думы РФ, сербский снайпер Деян Берич.
В 2014 году медалью был награждён генерал-майор в отставке Юрий Васильевич Михайленко — тесть министра иностранных дел Украины Павла Климкина, проживающий в Крыму (Климкин женился на дочери Михайленко в 2015 году).

## Дата на медали
Первая информация на сайте госзакупок о тендере на «Поставку медалей в подарочной упаковке с бланками удостоверений» была опубликована 17 декабря 2013 года. В предновогодний день 30 декабря был проведен аукцион на производство медали, который выиграло ООО завод Мосштамп. На медали выбито начало операции — «20 февраля 2014 года». В этот день Виктор Янукович был ещё легитимным президентом Украины, а в Киеве на Майдане гибли люди. 21 февраля он подпишет соглашение с оппозицией и 23 февраля поедет в Крым, затем будет вывезен на российском военном корабле.
Дата «20 февраля 2014 года» не соответствует словам Владимир Путина о том, что РФ не готовилась к аннексии Крыма, и данное решение было принято только после получения данных о настроении местных жителей после «свержения в Киеве законного Президента Украины Виктора Януковича». Дата «20 февраля», как отмечали журналисты, говорит о том, что Россия начала «возвращение» Крыма за двое суток до утраты Януковичем власти в Украине.
Министр иностранных дел Сергей Лавров назвал «технической ошибкой» появление в РФ медали «За возвращение Крыма», на которой была выбита дата — 20 февраля 2014 года.
23 февраля 2021 года постпред Украины при ООН Сергей Кислица заявил: «20 февраля признано началом российской агрессии. Минобороны России также признало эту дату, выпустив медаль „За возвращение Крыма“. Вот его фотография. Как видите, четко обозначена дата начала их военной спецоперации — 20 февраля 2014 года, задолго до так называемого референдума на полуострове».

## Реакция
После того, как к датам на медали, указывающим на то, что российская операция по захвату Крыма началась 20 февраля — еще до бегства и отстранения украинского президента Януковича — было привлечено внимание, изображения медали были убраны с официальных сайтов. Некоторые российские СМИ начали утверждать, что новая медаль — фальшивка, а сообщения о её учреждении — «новостная утка». В Управлении пресс-службы и информации Министерства обороны Российской Федерации эти сообщения никак не комментировали.
По мнению журналиста Олега Кашина:

…казус с крымской медалью, которую вручили премьеру Аксёнову, сообщили об этом на сайте Минобороны, а потом с изяществом патриархии поудаляли с сайта и фотографии медали, и упоминания о ней — судя по всему, это очередной случай уже регулярной, вошедшей в систему путинской практики секретных награждений.
— Олег Кашин. Что касается секретных награждений. 25 марта 2014

## Дополнительные поощрения награждённым
Согласно Федеральному закону РФ «О ветеранах» и принятых в его развитие подзаконным актам, награждение медалью «За возвращение Крыма» при наличии соответствующего трудового стажа или выслуги лет даёт право присвоения награждённому звания «ветеран труда».